# 1936年ガルミッシュ・パルテンキルヘンオリンピックのスウェーデン選手団
1936年ガルミッシュ・パルテンキルヘンオリンピックのスウェーデン選手団（1936ねんガルミッシュ・パルテンキルヘンオリンピックのスウェーデンせんしゅだん）は、1936年2月6日から2月16日までドイツのガルミッシュ＝パルテンキルヒェンで開催された1936年ガルミッシュ・パルテンキルヘンオリンピックのスウェーデン選手団、およびその競技結果。

## 概要
今大会は金メダル2個、銀メダル2個、銅メダル3個の合計7個のメダルを獲得した。
クロスカントリースキー男子50kmでは、エリス・ウィクルン、アクセル・ウィクストローム、ニルス・エングルンのスウェーデン勢が表彰台を独占した。

## メダル
| メダル | 選手名                                                                              | 競技                   | 種目             |
| ------ | ----------------------------------------------------------------------------------- | ---------------------- | ---------------- |
| 金     | エリック＝アウグスト・ラーション                                                    | クロスカントリースキー | 男子18km         |
| 金     | エリス・ウィクルン                                                                  | クロスカントリースキー | 男子50km         |
| 銀     | アクセル・ウィクストローム                                                          | クロスカントリースキー | 男子50km         |
| 銀     | スヴェン・エリクソン                                                                | スキージャンプ         | 男子ラージヒル   |
| 銅     | ニルス・エングルン                                                                  | クロスカントリースキー | 男子50km         |
| 銅     | ジョン・ベリエル エリック・ラーション アルツール・ヘーグブロード マルティン・マツボ | クロスカントリースキー | 男子4×10kmリレー |
| 銅     | ビビ＝アンネ・フルテン                                                              | フィギュアスケート     | 女子シングル     |